# Da nije ljubavi tvoje
Da nije ljubavi tvoje je peti studijski album pevačice Merime Njegomir, nazvan po istoimenoj pesmi na albumu. Objavljen je kao LP i kaseta 21. maja 1987. godine u izdanju PGP RTB. Producent albuma je Dragan Stojković Bosanac.

## Pesme na albumu
| Br. | Naziv                        | Muzika                   | Tekst                 | Aranžman                 |
| --- | ---------------------------- | ------------------------ | --------------------- | ------------------------ |
| 1.  | Uzmi me                      | Dragan Stojković Bosanac | Milada Zeković        | Dragan Stojković Bosanac |
| 2.  | Ne pitajte kome pevam        | Milutin Popović Zahar    | Radmila Mudrinić      | Dragan Stojković Bosanac |
| 3.  | Suzama smo nazdravili        | Milutin Popović Zahar    | Slobodan Betulić      | Dragan Stojković Bosanac |
| 4.  | Što me tako lako zaboravljaš | Dragan Stojković Bosanac | Milada Zeković        | Dragan Stojković Bosanac |
| 5.  | Nismo mi jedno za drugo      | Radoslav Graić           | Radoslav Graić        | Dragan Stojković Bosanac |
| 6.  | Da nije ljubavi tvoje        | Milutin Popović Zahar    | Milada Zeković        | Dragan Stojković Bosanac |
| 7.  | Zanela me pesma              | Dragan Stojković Bosanac | Milutin Popović Zahar | Dragan Stojković Bosanac |
| 8.  | Kad vam je tako žao          | Dragan Stojković Bosanac | Milada Zeković        | Dragan Stojković Bosanac |
| 9.  | Zelene su oči tvoje          | Rade Vučković            | Rade Vučković         | Dragan Stojković Bosanac |

## Spoljašnje veze
- Da nije ljubavi tvoje na discogs.com